# Acaena × lividella
Acaena × lividella é uma espécie híbrida de rosácea do gênero Acaena, pertencente à família Rosaceae.